# Sean Connery

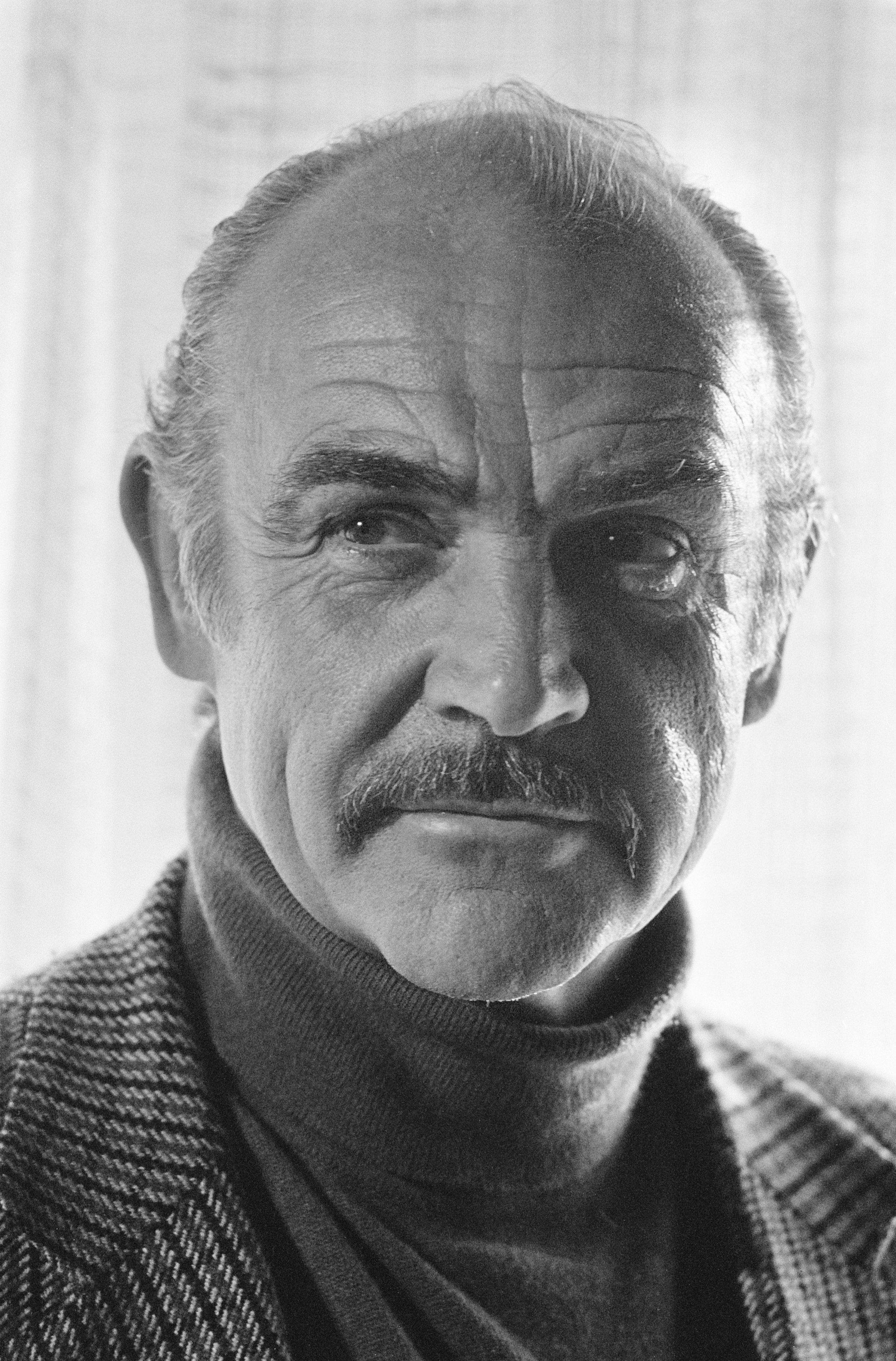
Sean Connery (1983)

Sir Thomas Sean Connery [ˈtɒməs ˈʃɔːn ˈkɒnəɹi] (* 25. August 1930 in Edinburgh, Schottland; † 31. Oktober 2020 in Nassau, Bahamas) war ein britischer Schauspieler, Filmproduzent und Oscar-Preisträger.
Nachdem er in den 1960er Jahren zunächst in der Rolle des Geheimagenten James Bond große Popularität erlangt hatte, etablierte sich Connery ab den 1970er Jahren als Charakterdarsteller. 1989 wurde er vom People Magazine zum „Sexiest Man Alive“ und 1999, damals 69 Jahre alt, zum „Sexiest Man of the Century“ gewählt. Der Regisseur Steven Spielberg nannte ihn 1992 einen der fünf besten Schauspieler der Welt. Connery beendete 2004 seine Filmkarriere.
Ab den 1960er Jahren solidarisierte sich Connery in zunehmendem Maße mit der schottischen Sache und wurde zum Gründer und Förderer diverser schottischer Einrichtungen. Auch war er ein Befürworter der schottischen Unabhängigkeit.

## Leben

### Vorfahren
Connerys Familie stammte väterlicherseits ursprünglich aus dem irischen County Wexford; James Connery war 1881 nach Schottland ausgewandert. Aus seiner Ehe mit der fünfzehn Jahre jüngeren Elizabeth McPhillipps resultierten drei Kinder – James, Elizabeth und 1879 Thomas Connery. Thomas lebte ab 1901 mit Jeanie McNab zusammen, mit der er in Garscube lebte, einem Armutsviertel in Glasgow. 1902 wurde ihr Sohn Joseph Connery geboren, ein uneheliches Kind, da beide erst später heirateten.  Bei Ausbruch des Ersten Weltkriegs zog er mit seiner Familie nach Edinburgh. Sohn Joseph, von Beruf Fernfahrer, heiratete 1928 Euphemia „Effie“ Maclean, eine Reinigungskraft. Zwei Jahre später wurde ihr Sohn Sean Connery geboren. Während die Connerys katholisch waren, war die Mutter protestantisch.

### Kindheit und Jugend
Connery wuchs im Stadtteil Fountainbridge in ärmlichen Verhältnissen auf. Um seine Familie finanziell zu unterstützen, verließ er früh die Schule und arbeitete als Milchmann bei der „Saint Cuthbert’s Co-Operative Society“ und als Bademeister. Connery verpflichtete sich im Alter von 16 Jahren bei der Royal Navy für sieben Jahre, wurde aber bereits nach etwas mehr als zwei Jahren wegen eines Zwölffingerdarmgeschwürs entlassen. Sein jüngerer Bruder Neil Connery wurde später ebenfalls Schauspieler.

### Erfolge als Bodybuilder
Nach der Zeit bei der Navy verdiente Connery sein Geld mit Gelegenheitsjobs, unter anderem als Milchmann, Baggerfahrer, Pferdekutscher, Drucker oder auch als Möbelpolierer. Nebenbei lernte er auf einer Berufsschule in Glasgow die französische Methode des Möbelpolierens. Nachdem er unter anderem bei einem Beerdigungsinstitut gearbeitet hatte, so erzählte er später, habe er sich auf das Polieren von Särgen spezialisiert.
In dieser Zeit entschloss er sich auch, Bodybuilding zu betreiben, wobei er sich auf das Gewichtheben konzentrierte. Zur selben Zeit wurde er zum gefragten (Akt-)Modell im Edinburgh College of Art, meist als griechischer Athlet oder römischer Krieger. Außerdem machte er einige Werbeaufnahmen. Diese Nebenjobs veranlassten ihn dazu, das Bodybuilding noch professioneller zu betreiben. Im Jahr 1950 wurde er schottischer Bodybuilding-Meister. Weiterhin nahm er am renommierten Mister-Universum-Wettbewerb teil, errang dort jedoch – anders als oft geschrieben – keinen Preis.

### Ehe und Familie
Von 1962 bis 1973 war Sean Connery mit der australischen Schauspielerin Diane Cilento verheiratet. Das gemeinsame Kind aus dieser Ehe ist Jason Connery. 1975 heiratete Connery in zweiter Ehe die Malerin Micheline Roquebrune, mit der er in Spanien lebte. Die Beziehung blieb kinderlos, Roquebrune brachte allerdings drei Kinder mit in die Ehe. Connery besaß Häuser in Andalusien und auf den Bahamas sowie eine Wohnung in New York.

### Seine Stiftung

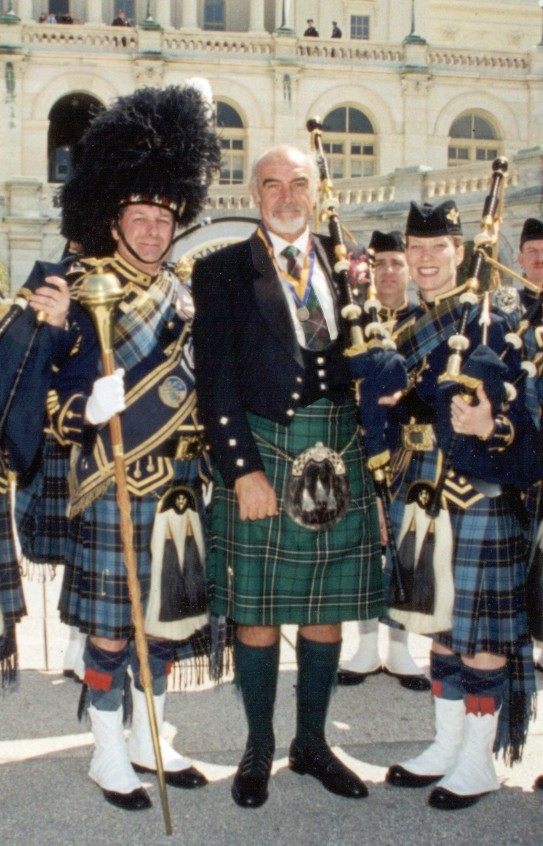
Sean Connery 2004 im Kilt in Washington D.C. beim Tartan Day

Connery war schottischer Patriot und setzte sich jahrzehntelang für die Belange seiner Heimat und deren Einwohner ein. Er gründete, zusammen mit dem Rennfahrer Sir Jackie Stewart und dem Schiffsbauer Sir Iain Stewart, mit eigenen Mitteln die Stiftung Scottish International Educational Trust, die sowohl Ausbildungsstipendien für talentierte Schotten vergibt als auch Projekte finanziert, die ihrer Meinung nach der Kultur, der Wirtschaft, der Umwelt oder der Gesellschaft Schottlands helfen. Connerys Millionengage für den Film James Bond 007 – Diamantenfieber floss 1971 komplett in die Stiftung ein. Er hatte die ungeliebte Rolle des Geheimagenten ein sechstes Mal übernommen, um die Stiftung finanziell abzusichern. Connery setzte sich bis zu seinem Tod für die Unabhängigkeit Schottlands vom Vereinigten Königreich ein und war Mitglied und Förderer der Scottish National Party, der gegenwärtigen Regierungspartei, die politisch dem Linksliberalismus zuzuordnen ist und dem schottischen Nationalismus verpflichtet ist.

### Engagement für die Umwelt
Ab 2011 war der Veganer Sean Connery Teil des Beraterstabes der Meeresschutzorganisation Sea Shepherd. 2014 setzte er sich, gemeinsam mit „Save the Bays“, gegen den Verbau einer Küste auf den Bahamas ein. Darüber hinaus unterstützte Sean Connery das Klimaschutzprojekt von Al Gore finanziell.

### Ehrenauszeichnungen
Am 5. Juli 2000 wurde Connery für seine Verdienste um Schottland von Königin Elisabeth II. zum Knight Bachelor geschlagen und führte von da an das Adelsprädikat „Sir“. Die Zeremonie fand in Edinburgh statt. Connery trug dabei einen Kilt. Die nach seinem eigenen Empfinden höchste Ehre wurde ihm 1991 zuteil, als ihm von der Stadt Edinburgh die Auszeichnung Freedom of the City verliehen wurde.

### Tod
Sean Connery starb am 31. Oktober 2020 im Alter von 90 Jahren in Nassau auf den Bahamas. Todesursache war ein durch eine Lungenentzündung hervorgerufener Atemstillstand in Kombination mit altersbedingter Herzinsuffizienz. Er litt bereits an Demenz. Connerys Asche wurde im engen Familienkreis an mehreren geheimen Orten in Schottland verstreut.

## Filmkarriere

### Erste Engagements
Connerys Bodybuilding-Erfolge führten zu seinem ersten Schauspiel-Engagement im Chor einer Inszenierung des Musicals South Pacific. Ab 1954 erhielt er kleinere Rollen in Film-, Theater- und Fernsehproduktionen und spielte unter anderem in den Filmen Die blinde Spinne und Duell am Steuer (beide 1957). Connerys Kollege Michael Caine, mit dem er seit den späten 1950er Jahren befreundet war, beschrieb diese Jahre als entbehrungsreiche Zeit, in der die beiden damals noch unbekannten Schauspieler auch auf staatliche Unterstützung angewiesen gewesen seien.
In dem Melodram Another Time, Another Place (1958) erhielt Sean Connery als Liebhaber von Lana Turner erstmals eine profiliertere Rolle, konnte sich aber zunächst noch nicht als Star durchsetzen. Bis in die frühen 1960er Jahre war er in zahlreichen Fernseh- und Kinoproduktionen zu sehen, beispielsweise als Soldat in dem aufwendig produzierten Kriegsfilm Der längste Tag (1962) in einigen kurzen Szenen der alliierten Landung in der Normandie.

### Erfolge als James Bond
In den frühen 1960er Jahren bereiteten die beiden Produzenten Albert R. Broccoli und Harry Saltzman eine Filmreihe mit dem Geheimagenten James Bond vor, die auf der populären Romanserie des Schriftstellers Ian Fleming beruhen sollte. Der ehemalige Geheimagent Fleming veröffentlichte seit 1953 einmal jährlich einen neuen Bond-Roman.
Nachdem für die Bond-Rolle zunächst Kandidaten wie David Niven, Roger Moore, Cary Grant oder Patrick McGoohan im Gespräch gewesen waren – die aus verschiedenen Gründen dann doch nicht in Frage kamen –, wurden die Produzenten durch eine Empfehlung von Regisseur Terence Young auf den relativ unbekannten Sean Connery aufmerksam. Connery überzeugte Saltzman und Broccoli durch seine athletische Erscheinung und sein selbstsicheres Auftreten und erhielt die Rolle. Auch die Leserschaft einer Londoner Tageszeitung sprach sich per Votum für ihn aus. Regisseur Terence Young bereitete den aus ärmlichen Verhältnissen stammenden Connery darauf vor, die Rolle des stilsicheren Agenten zu spielen, der auf eine gehobene Lebensart Wert legt. Schriftsteller Ian Fleming hielt den Darsteller zunächst für die falsche Besetzung für den kultiviert auftretenden Bond.
Im Jahr 1962 wurde mit einem relativ geringen Budget von 1,1 Millionen US-Dollar James Bond jagt Dr. No produziert. Dieser erste Film der Bond-Filmreihe zeigte den britischen Geheimagenten im Kampf gegen den größenwahnsinnigen Verbrecher Dr. No (Joseph Wiseman), der von Jamaika aus amerikanische Raketenstarts sabotiert. Dr. No legte die Grundlagen für die immens erfolgreiche Bond-Filmreihe und versammelte im Kreativteam hinter der Kamera wichtige Persönlichkeiten wie den Komponisten John Barry, der den typischen Bond-Sound schuf, und den Ausstatter Ken Adam, der die extravaganten Kulissen kreierte. Der Film wurde umgehend zu einem großen Erfolg, spielte weltweit fast 60 Millionen US-Dollar ein und etablierte den 32-jährigen Sean Connery als neuen Star.
1963 ging mit einem verdoppelten Budget von zwei Millionen US-Dollar James Bond 007 – Liebesgrüße aus Moskau in die Produktion, ein harter Agenten-Thriller, der bei Kritik und Publikum gut ankam und besonders für die gelungene Besetzung der Nebenrollen mit Lotte Lenya, Robert Shaw und Pedro Armendáriz gelobt wurde. James Bond, damit beauftragt, in Istanbul eine sowjetische Dechiffriermaschine an sich zu bringen, wird von zahlreichen Agenten attackiert, kann aber – mit der Maschine und einer schönen Russin – das rettende Venedig erreichen.

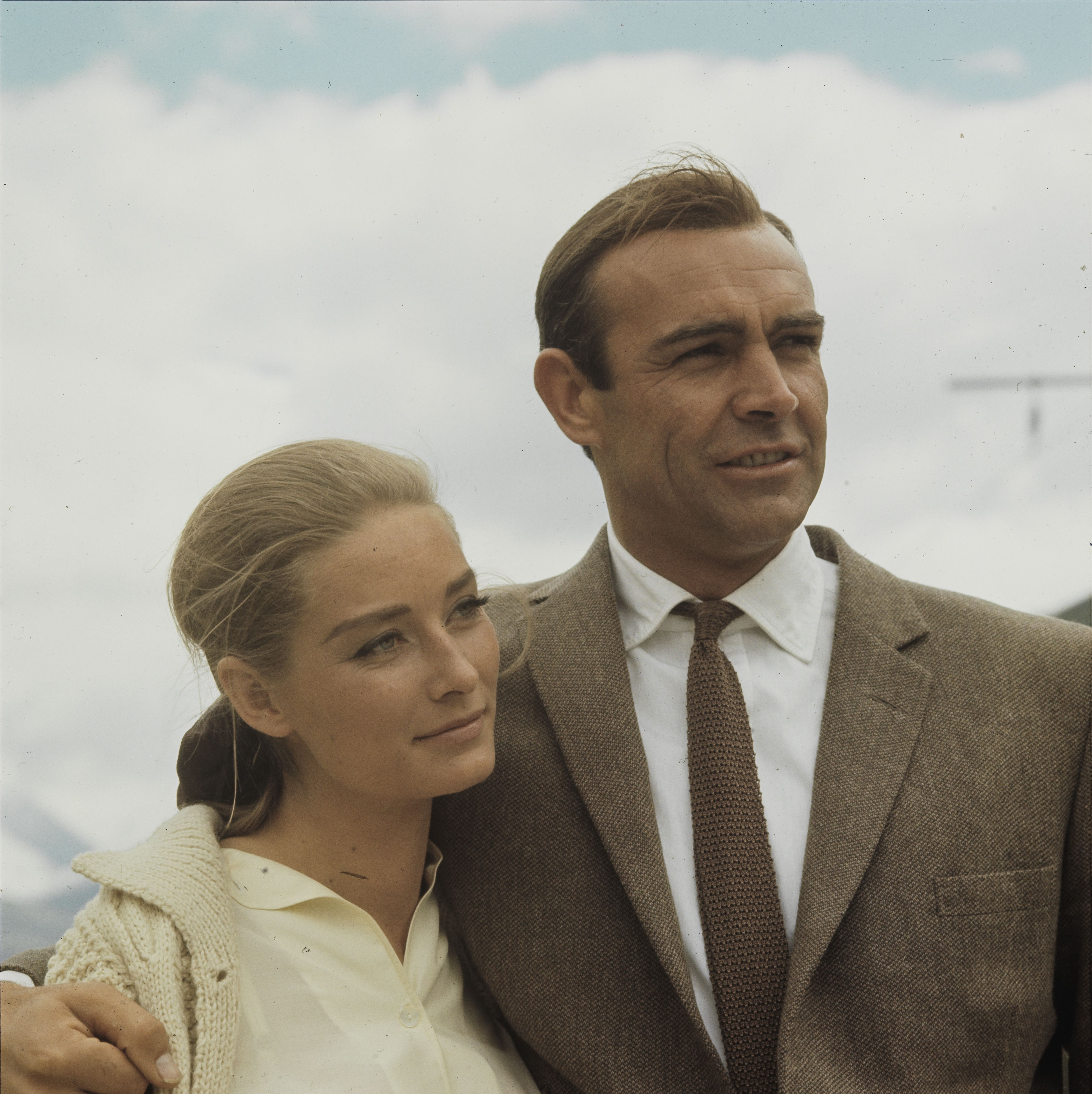
Connery als Bond (mit Tania Mallet) während des Drehs von Goldfinger (1964)

Der kommerzielle Erfolg dieses Films mit einem weltweiten Einspielergebnis von rund 79 Millionen US-Dollar wurde vom dritten Film der Bond-Reihe noch weit übertroffen. James Bond 007 – Goldfinger, 1964 mit einem Drei-Millionen-Budget realisiert, zeigte den britischen Agenten im Kampf gegen den größenwahnsinnigen Superschurken Goldfinger, der in Fort Knox eine Atombombe zünden will. Goldfinger spielte 125 Millionen US-Dollar ein und löste endgültig die sogenannte „Bondmania“ der 1960er Jahre aus. Der Film diente als eine Art Blaupause für die späteren Bond-Filme und präsentierte mit Gert Fröbe als Goldfinger das Rollenvorbild für zahlreiche weitere Bond-Schurken. Sean Connery definierte das Image Bonds als kampfstarker Actionheld und unwiderstehlicher Frauenschwarm und etablierte sich endgültig als neuer Weltstar. Die Bond-Filme wurden fortan von intensiven Merchandising-Kampagnen begleitet.

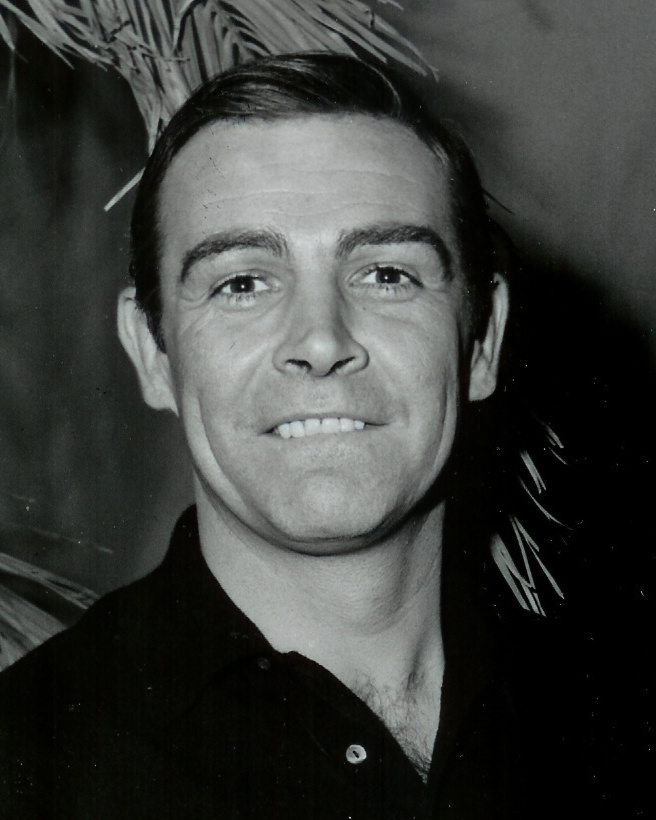
Connery während der Dreharbeiten von Feuerball (1965)

Beginnend mit Goldfinger wurden die Bond-Filme immer aufwendiger, phantastischer und realitätsferner (und entfernten sich außerdem immer weiter von den literarischen Vorlagen Ian Flemings, der 1964 verstarb). Teure Kulissenbauten, extravagante Gadgets und lange Kampfszenen mit mehreren Dutzend Stuntmen waren ab Mitte der 1960er Jahre für ein Bond-Abenteuer obligatorisch. Für Feuerball (1965) wurde das Produktionsbudget deshalb auf neun Millionen US-Dollar verdreifacht. Im Kampf gegen eine Geheimorganisation, die mit zwei gestohlenen Atombomben die westlichen Regierungen erpresst, bewährt sich Bond unter anderem in aufwendigen Unterwasserschlachten. Mit einem weltweiten Einspielergebnis von 141 Millionen US-Dollar wurde Feuerball zu einem der größten Filmerfolge der 1960er Jahre und blieb bis 1977 der kommerziell erfolgreichste Bond-Film. Mit einem inflationsbereinigten Einspielergebnis von über einer Milliarde US-Dollar ist Feuerball der erfolgreichste Film dieser Serie sowie Connerys größter Kinohit.
Mitte der 1960er zeigte sich Sean Connery zunehmend unzufrieden mit der Rolle des James Bond, die ihn schauspielerisch nicht mehr forderte und auf ein bestimmtes Image festlegte. Außerdem störten Connery die extrem langen Dreharbeiten der Filme, die bis zu sechs Monate dauerten. Während der Produktion von Man lebt nur zweimal gab der Darsteller 1967 daher seinen Ausstieg aus der Bond-Filmreihe bekannt. Die Produzenten versuchten vergebens, Connery, der offenbar auch mit seiner Gage unzufrieden war, von seinem Entschluss abzubringen. Man lebt nur zweimal wurde zum vorerst letzten Bond-Film für Connery und zeigte ihn im Kampf gegen den schurkischen Blofeld (Donald Pleasence), der russische und amerikanische Weltraumraketen kapert. Die spektakulärste Kulisse des Films war ein riesiger Vulkankrater, der von Produktionsdesigner Ken Adam auf dem Gelände der Pinewood Studios erbaut wurde. Man lebt nur zweimal spielte bei einem Budget von 9,5 Millionen US-Dollar mehr als 111 Millionen US-Dollar ein.
Nachdem in James Bond 007 – Im Geheimdienst Ihrer Majestät (1969) George Lazenby die Bond-Rolle übernommen hatte, machten die Produzenten mit dem amerikanischen Schauspieler John Gavin einen Vertrag. Bei United Artists wünschte man sich jedoch wieder Sean Connery als Bond und versuchte, ihn zur Rückkehr zu bewegen. Connery akzeptierte für die Rekordgage von 1,25 Millionen US-Dollar, die er der von ihm gegründeten Stiftung Scottish International Educational Trust spendete, dazu finanzierte United Artists zwei Filmprojekte seiner eigenen Wahl. In James Bond 007 – Diamantenfieber (1971) spielte er zum sechsten und vorerst letzten Mal den Geheimagenten. In diesem Film kämpft Bond gegen Diamantenschmuggler und seinen alten Todfeind Blofeld, der mit einem gefährlichen Laser-Satelliten die Nuklearmächte erpresst. Auch dieser Bond-Film wurde mit einem weltweiten Einspielergebnis von 116 Millionen US-Dollar ein großer Erfolg. Das Budget lag bei 7,2 Millionen US-Dollar. 1973 übernahm Roger Moore die Rolle des James Bond.
Im Jahr 1972 wurde Connery neben Charles Bronson mit dem Golden Globe Award als weltweit populärster Schauspieler ausgezeichnet.

### Weitere Filme in den 1960er Jahren
Bereits zu Beginn der 1960er Jahre, parallel zu den ersten James-Bond-Filmen, trat Connery in dem mit einem Star-Ensemble besetzten Monumental-Kriegsfilm Der längste Tag als Darsteller in Erscheinung. Nachdem er sich als James Bond als kassenträchtiger Star etabliert hatte, wurde er ab 1964 als Hauptdarsteller auch für andere Produktionen engagiert. Alfred Hitchcock verpflichtete den Schauspieler für das Thrillermelodram Marnie, in dem sich Connery in die titelgebende Kleptomanin Marnie (Tippi Hedren) verliebt. Anders als mit seinen früheren Filmen stieß Star-Regisseur Hitchcock mit Marnie weder beim Publikum noch bei der Kritik auf eine positive Resonanz. In dem Thriller Die Strohpuppe (1964) war Connery als Lebemann zu sehen, der mit Hilfe seiner Geliebten (Gina Lollobrigida) an das Geld seines reichen Onkels (Ralph Richardson) gelangen will.
1965 trat Connery in Ein Haufen toller Hunde als Gefangener eines britischen Militär-Straflagers im Zweiten Weltkrieg auf. Der Schwarzweißfilm schildert in hartem Realismus die brutalen Demütigungen, denen die Gefangenen ausgesetzt sind, und gilt als Klassiker. Connery und Regisseur Sidney Lumet arbeiteten später noch mehrfach zusammen. Der Komödie Simson ist nicht zu schlagen, in dem Connery als Poet und Frauenheld auftrat, war 1966 kein Kassenerfolg beschieden. Auch sein erster und einziger Auftritt als Westernheld in Shalako (1968) und seine Darstellung des norwegischen Polarforschers Roald Amundsen in der sowjetischen Produktion Das rote Zelt (1969) stießen auf wenig Interesse. Trotz seiner enormen Popularität als Bond-Darsteller konnte Sean Connery in den 1960er Jahren mit keinem seiner weiteren Filme einen echten Kassenhit verbuchen.
Da sich bei Connery bereits in jungen Jahren das Kopfhaar stark lichtete, trug er in den meisten Filmen dieser Dekade ein (von ihm offenbar wenig geschätztes) Toupet. In allen Bondfilmen, die Connery drehte, war er mit künstlicher Haartracht zu sehen.

### Die 1970er Jahre
Ab den 1970er Jahren schärfte Sean Connery sein Profil als Charakterdarsteller und spielte mehrfach Rollen in künstlerisch und inhaltlich anspruchsvollen Filmen, die sich stark von den James-Bond-Filmen unterschieden. Der Schauspieler hatte sich auch äußerlich deutlich verändert und erinnerte, gealtert, in der Regel ohne Toupet und mit mehr Gewicht, kaum noch an den schneidigen Agenten-Darsteller der 1960er Jahre.
In Verflucht bis zum jüngsten Tag (1970) war Sean Connery neben Richard Harris zu sehen – der Film schilderte die äußerst harten Lebensbedingungen irischstämmiger Bergarbeiter im Pennsylvania des Jahres 1876. 1971 trat Connery, wieder unter der Regie von Sidney Lumet, in Der Anderson-Clan als Ex-Häftling auf, der in New York einen neuen Coup plant. In dem realitätsbezogenen Drama Sein Leben in meiner Gewalt (1972) spielte der Darsteller einen Polizeiinspektor, der einen des sexuellen Missbrauchs an Kindern Verdächtigten so schwer misshandelt, dass dieser stirbt. Die Regie führte hier erneut Sidney Lumet. John Boorman inszenierte Sean Connery im Jahr 1974 in dem ungewöhnlichen Science-Fiction-Film Zardoz, in dem der Schauspieler als „Exterminator“ in einer postapokalyptischen Welt zu sehen ist. Connery absolvierte fast den gesamten Film in einer engen Boxershort-Hose. Diese Filme erhielten oft gute Kritiken, konnten aber in kommerzieller Hinsicht nicht von Connerys Bekanntheit profitieren.
Ebenfalls 1974 war Connery in der Agatha-Christie-Verfilmung Mord im Orient-Expreß Teil eines hochkarätig besetzten Ensembles. Regie führte wieder Sidney Lumet, der mit dem Film einen soliden Erfolg verbuchen konnte. In dem Terroristen-Thriller Die Uhr läuft ab (1974) agierte Connery als schwedischer Colonel.

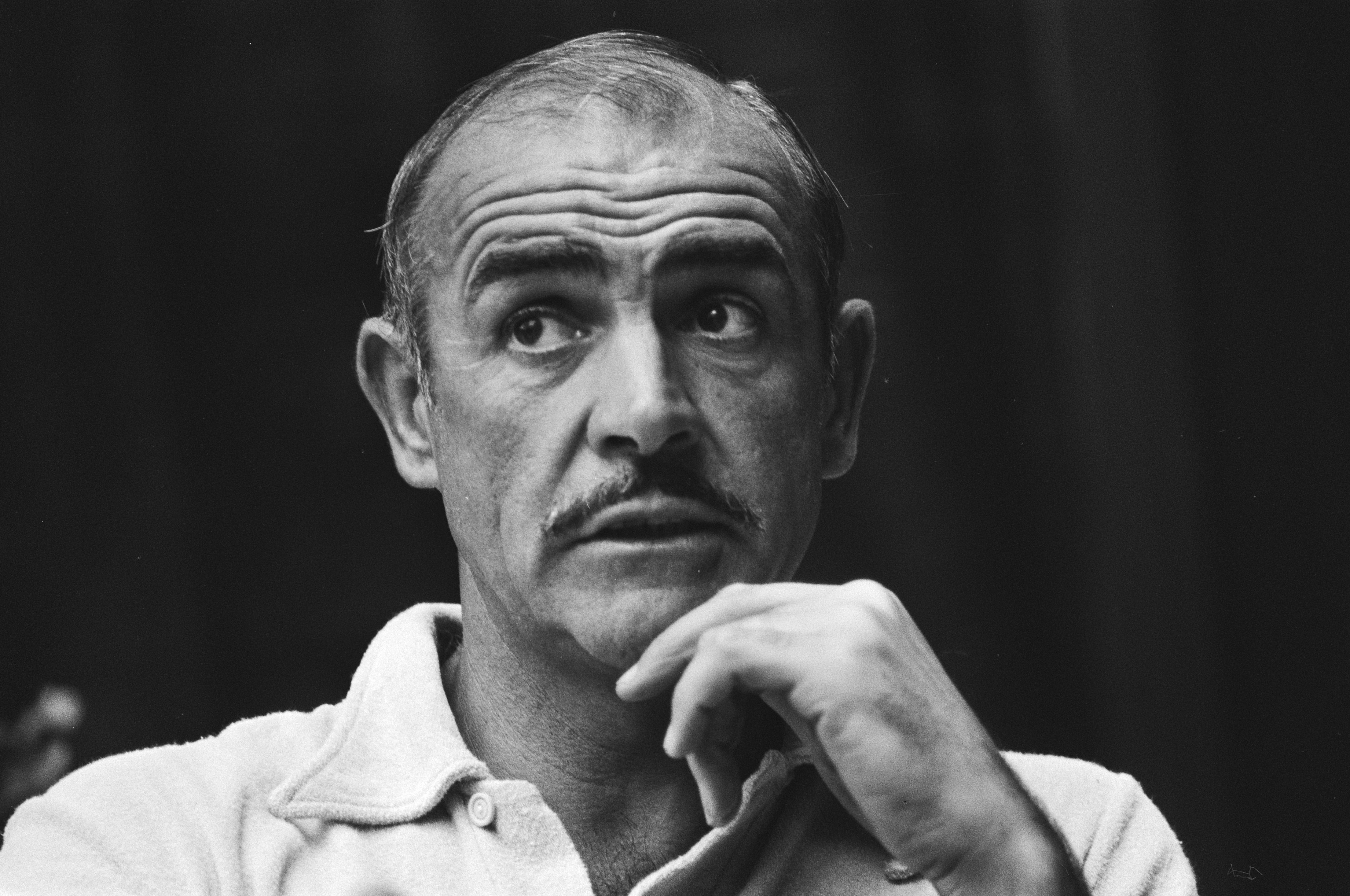
Sean Connery im Jahr 1976

Mitte der 1970er Jahre drehte Sean Connery mehrere Abenteuerfilme, die von der Kritik gelobt wurden und heute als Klassiker gelten, aber beim Publikum seinerzeit nur wenig Resonanz fanden: Der Wind und der Löwe (1975, Regie John Milius), Der Mann, der König sein wollte (1975, Regie John Huston) und Robin und Marian (1976, Regie: Richard Lester). In diesen Filmen präsentierte sich der Schauspieler als gereifter Charakterdarsteller in unterschiedlichsten Rollen – als Berberfürst, britischer Abenteurer und gealterter Robin Hood – und spielte neben profilierten Kollegen wie Christopher Plummer, Robert Shaw, Richard Harris, Audrey Hepburn oder seinem alten Freund Michael Caine. Connerys Darstellungen waren hier auch von humoristischen, selbstironischen Untertönen geprägt, mit denen zum Beispiel auf das fortschreitende Alter der von ihm gespielten Charaktere angespielt wurde.
Der Thriller Öl (1976), in dem Connery als arabischer Politiker auftrat, erwies sich bei Kritik und Publikum als Flop. In Richard Attenboroughs aufwendigem Kriegsfilm Die Brücke von Arnheim (1977), der die historische Operation Market Garden von 1944 schildert, trat der Darsteller neben einem guten Dutzend anderer Stars als Fallschirmjägergeneral in Erscheinung. Der Film war ein Kassenerfolg.
Als weniger erfolgreich erwiesen sich die drei letzten Filme, die Sean Connery in den 1970er Jahren drehte. In dem historischen Abenteuerfilm Der große Eisenbahnraub spielte Connery neben Donald Sutherland einen Zugräuber im viktorianischen England und absolvierte dabei gefährliche Stunts auf fahrenden Zügen. Unter der Regie von Richard Lester drehte Connery den Film Explosion in Cuba (1979), in dem der Darsteller als ehemaliger Offizier zu sehen ist, der 1959 kubanische Militärs ausbildet. Der zeittypische Katastrophenfilm Meteor (1979) mit Connery als Wissenschaftler wurde von der Kritik verrissen und fiel beim Publikum durch.
Von den Filmen, die Connery neben Diamantenfieber in den 1970er Jahren drehte, konnten sich nur wenige an den Kinokassen behaupten, keiner von ihnen erreichte auch nur annähernd die Einspielergebnisse der populären Bond-Filme. Obwohl der Schauspieler sein Renommee als Charakterdarsteller ausbauen konnte, war er während dieser Dekade letztlich kein kommerziell zugkräftiger Star mehr und verbuchte seine größten Erfolge mit den Ensemblefilmen Mord im Orient-Expreß und Die Brücke von Arnheim.
Ab den späten 1970er Jahren strengte Connery Prozesse gegen diverse Filmproduzenten an, weil er sich um Gagen bzw. Gewinnbeteiligungen betrogen sah. Er prozessierte unter anderem gegen den James-Bond-Produzenten Broccoli. Außerdem verklagte er seinen ehemaligen Finanzberater wegen Unterschlagung und Betrug. Diese Prozesse zogen sich oft jahrelang hin. Um seine finanziellen Ansprüche gegenüber Produzenten oder Filmstudios durchzusetzen, war Connery auch später in Prozesse verwickelt.

### Die 1980er Jahre

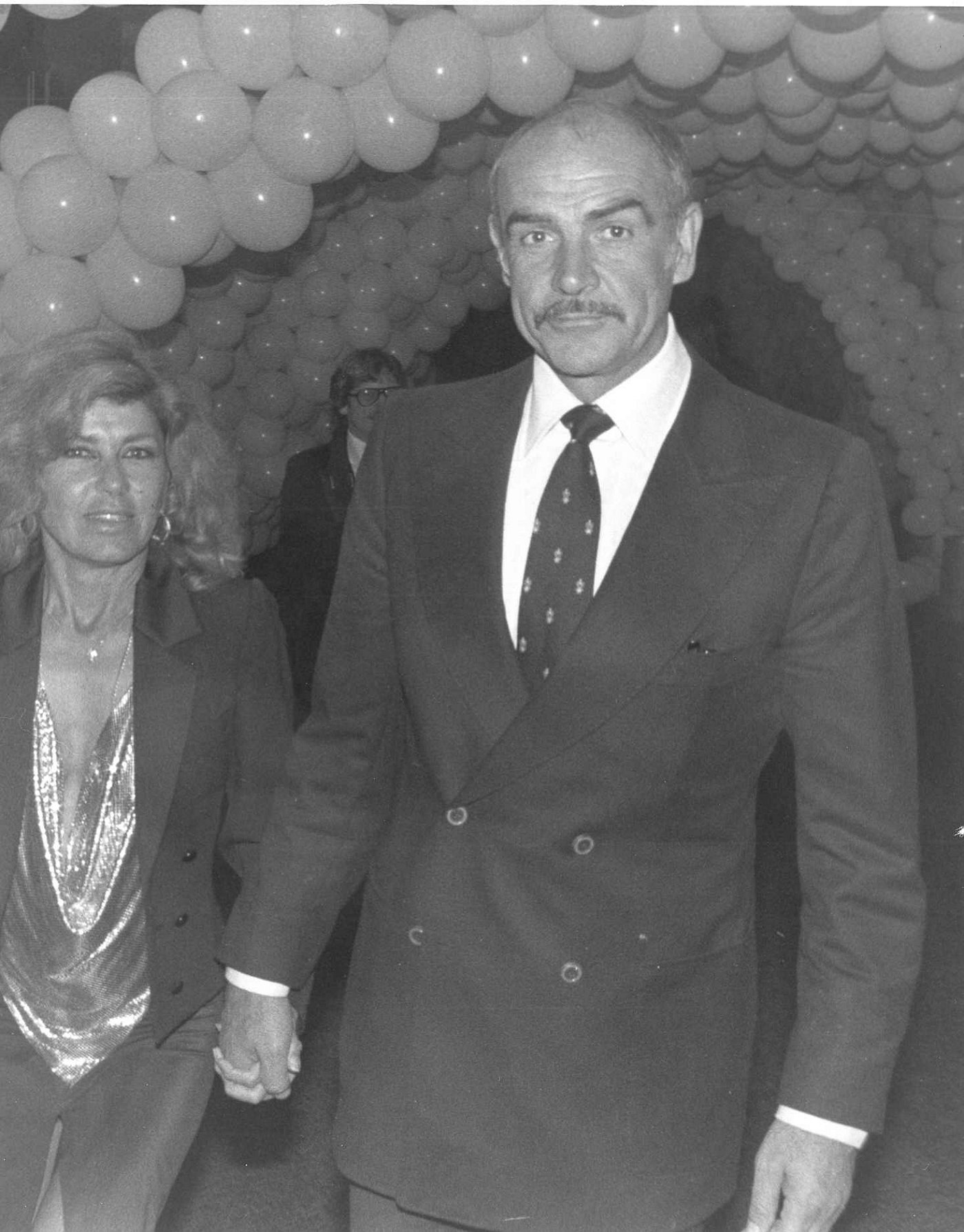
Sean Connery mit seiner Ehefrau Micheline Roquebrune (1980)

Auch in den frühen 1980er Jahren konnte Sean Connery zunächst kaum große Erfolge verbuchen. In dem Science-Fiction-Thriller Outland – Planet der Verdammten (1981), eine Art Zwölf Uhr mittags im Weltraum, kam er als Marschall einer Raumstation zum Einsatz. Der parodistische Zeitreisefilm Time Bandits wurde mit einem Einspielergebnis von 42 Millionen US-Dollar 1981 zu einem großen Kassenhit, zeigte Connery allerdings nur in einer kleineren Nebenrolle als König Agamemnon. In Am Rande des Abgrunds (1982), dem letzten Film von Star-Regisseur Fred Zinnemann, agierte er als Liebhaber einer jüngeren Frau, dem in einem jungen Mann eine unliebsame Konkurrenz erwächst. Richard Brooks inszenierte 1982 den politischen Thriller Flammen am Horizont, in dem Connery als Journalist auftrat.
Nachdem Sean Connery zuletzt keine großen Kinohits mehr gedreht hatte, gelang dem 53-jährigen Darsteller im Jahr 1983 ein Comeback an der Kinokasse – in seiner mit Abstand berühmtesten Rolle als James Bond. Bereits seit den frühen 1960er Jahren besaß Filmproduzent Kevin McClory Teilrechte an der James-Bond-Geschichte Feuerball, die er einst mitentwickelt hatte. McClory hatte seit den 1970er Jahren versucht, ein modernisiertes Feuerball-Remake zu produzieren, war von den Produzenten der Bond-Filme aber in einen jahrelangen Rechtsstreit verwickelt worden. Als ihm vom Gericht schließlich erlaubt wurde, das Remake zu drehen, gelang es McClory, Sean Connery zur Mitarbeit an einem weiteren Bond-Film zu bewegen. Der Darsteller ließ sich zum einen von einer Gage in Höhe von fünf Millionen US-Dollar überzeugen, sah zum anderen aber auch die Chance, sich endlich an dem langjährigen Bond-Produzenten Albert R. Broccoli zu rächen, da er sich von diesem in finanzieller Hinsicht stets unfair behandelt gefühlt hatte.
Sag niemals nie wurde 1983 von Irvin Kershner inszeniert und zeigte Connery als gealterten und ergrauten Bond an der Seite von Kim Basinger und im Kampf gegen Klaus Maria Brandauer, der den schurkischen Maximilian Largo spielte. Connery trat mit Sag niemals nie in direkte Konkurrenz zu seinem Bond-Nachfolger Roger Moore, mit dem er gut befreundet war, und der im selben Jahr in Octopussy zu sehen war. Mit einem Einspielergebnis von 160 Millionen US-Dollar wurde Sag niemals nie zu einem großen Kassenhit und war damit fast so erfolgreich wie Octopussy, der 187 Millionen Dollar einspielte. Dies war der siebte und letzte Auftritt von Sean Connery als James Bond. Für sehr viele Zuschauer ist seine Interpretation der Rolle die bis heute beste Darstellung des legendären Geheimagenten.

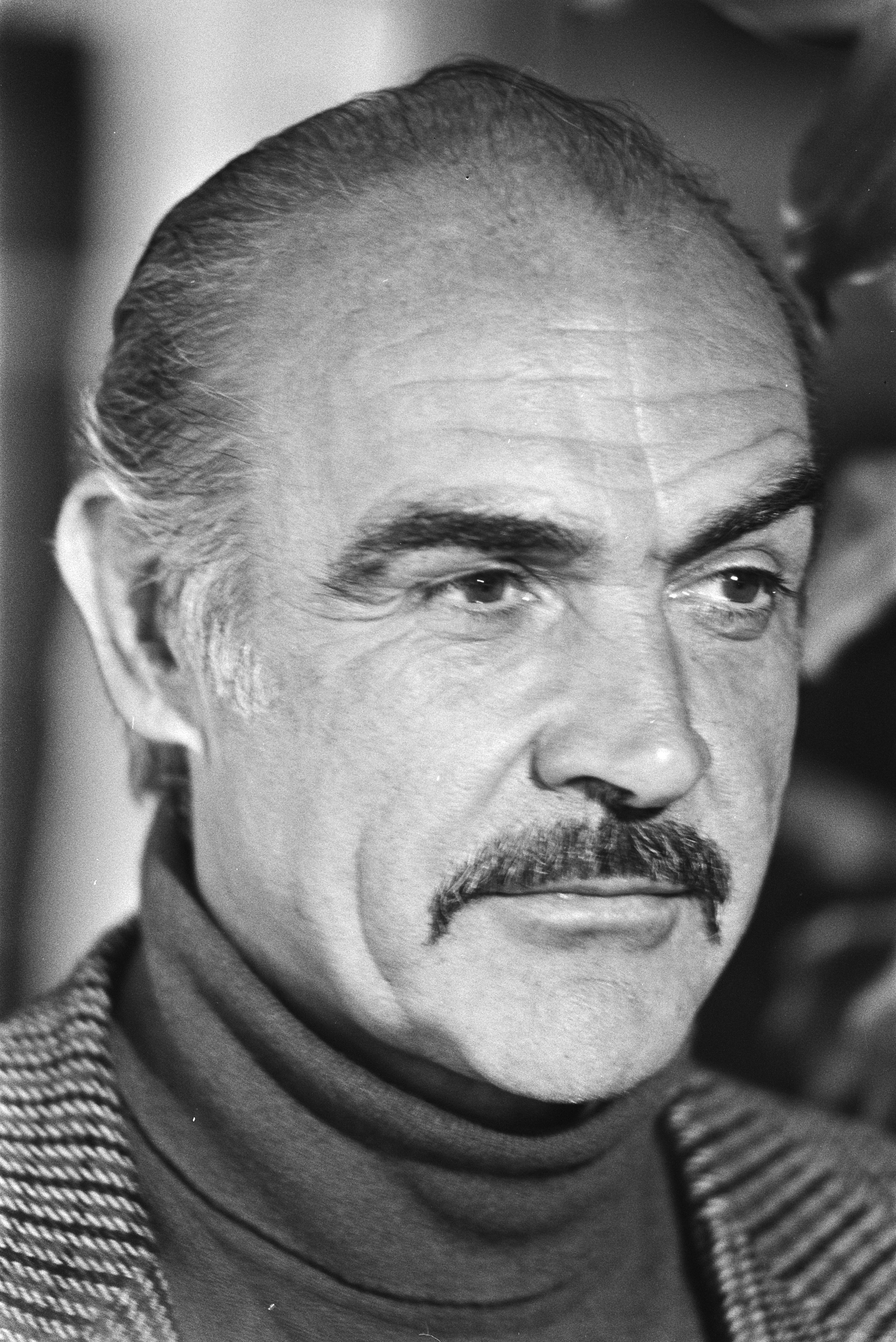
Sean Connery (1983)

Connery gelang es nach Sag niemals nie, sich eine zweite Karriere als gereifter Charakterdarsteller aufzubauen und auch eine neue Zuschauergeneration für sich einzunehmen. Der Bond-Film war der erste einer Reihe spektakulärer Kinohits, mit denen der Schauspieler in den 1980er und 1990er Jahren seine Karriere stabilisierte. Obwohl Connery eine Generation älter war als die großen Stars dieser Ära, etablierte er sich auf Jahre hinaus als zuverlässiger Kassenmagnet. Nachdem sich der Fantasyfilm Camelot – Der Fluch des goldenen Schwertes (1984), in dem Connery als Ritter zu sehen war, als Flop herausgestellt hatte, war Connery 1986 in einem weiteren Fantasyfilm zu sehen: In Highlander spielte er neben dem Hauptdarsteller Christopher Lambert eine prägnante Nebenrolle als Unsterblicher und fand als weiser Lehrmeister des jungen Helden ein passendes neues Rollenfach, in dem er daraufhin für rund 15 Jahre erfolgreich war. Highlander avancierte indes zum Kultfilm.
In der Bestseller-Verfilmung Der Name der Rose (1986) konnte Connery unter der Regie von Jean-Jacques Annaud in der Rolle des detektivisch begabten Mönchs William von Baskerville einen großen Erfolg verbuchen (Einspielergebnis: 77 Millionen US-Dollar). Auch hier war der Darsteller in der Rolle eines erfahrenen Mentors zu sehen. Der Name der Rose war vor allem in Europa sehr erfolgreich und wurde für Connery zum bis dahin größten Kassenhit abseits der Bond-Filme.
Als ebenso erfolgreich erwies sich im nächsten Jahr der Gangster-Thriller Die Unbestechlichen, in dem Connery unter der Regie von Brian de Palma wieder als weiser Lehrmeister eines jüngeren Mannes zu sehen war. Zusammen mit dem jungen FBI-Agenten Eliot Ness (Kevin Costner) bringt er als irischer Polizist den berüchtigten Al Capone (Robert De Niro) zur Strecke. Mit einem Einspielergebnis von 76 Millionen US-Dollar war der Film ein weltweiter Kinoerfolg und brachte Sean Connery bei seiner ersten und einzigen Oscar-Nominierung sofort den begehrten Filmpreis als Bester Nebendarsteller ein. Connery war bis in die 1980er Jahre hinein so gut wie nie für Filmpreise berücksichtigt worden.
Nach dem Thriller Presidio (1988), der nur wenig Publikum fand, folgte für Sean Connery einer der größten Kassenerfolge seiner Karriere. Regisseur Steven Spielberg war von der Ausstrahlung des Charakterdarstellers so begeistert, dass er für den dritten Indiana-Jones-Film die Rolle des Vaters von Professor Jones genau auf ihn zuschnitt. So trat Connery 1989 in Indiana Jones und der letzte Kreuzzug neben Harrison Ford als weltfremder Vater des bekannten Abenteurers in Erscheinung (tatsächlich ist er nur zwölf Jahre älter als Ford). Seine Darstellung stieß bei Kritik und Publikum auf nahezu einhellig positive Resonanz. Mit einem Einspielergebnis von fast 200 Millionen US-Dollar wurde der Film zu einem der großen Kinoschlager des Jahres 1989.
Weniger erfolgreich war Connery mit dem komödiantischen Kriminalfilm Family Business (1989), der bei Kritik und Publikum durchfiel und in dem er als Vater des nur sieben Jahre jüngeren Dustin Hoffman zu sehen war. Mit Family Business endete für Connery auch die jahrzehntelange Zusammenarbeit mit Star-Regisseur Sidney Lumet.
Connerys neu gewonnene Popularität zeigte sich seinerzeit auch darin, dass der 59-Jährige 1989 vom People Magazine zum „Sexiest Man Alive“ gewählt wurde.

### 1990er und 2000er Jahre, Ruhestand

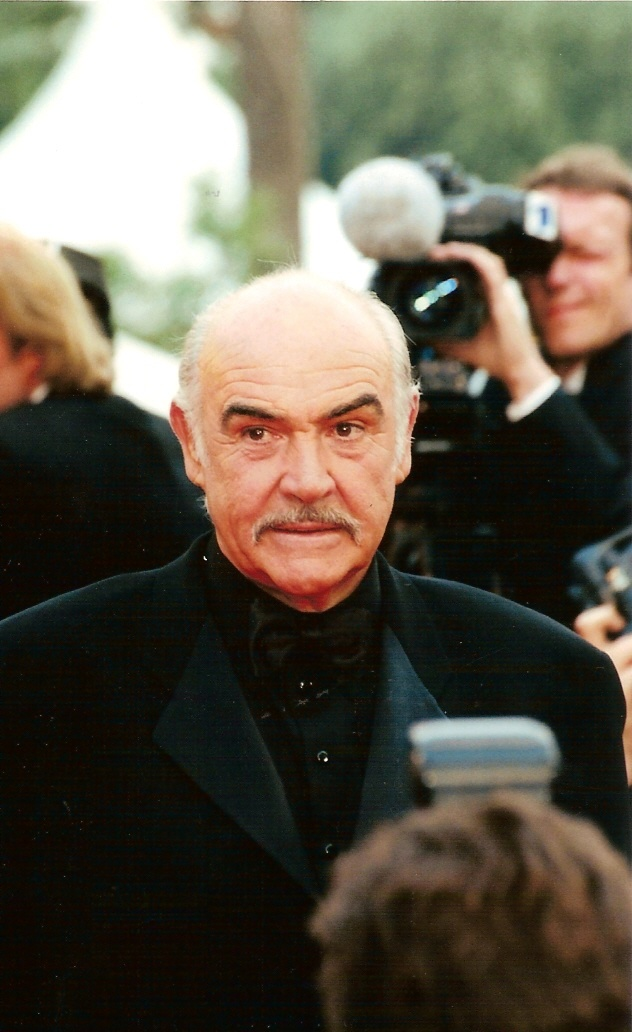
Connery im Jahr 1999 bei den 52. Internationalen Filmfestspielen von Cannes

Im Jahr 1990 konnte Connery mit dem Actionthriller Jagd auf Roter Oktober erneut einen großen Filmerfolg verbuchen. Der Schauspieler trat in der Rolle eines sowjetischen U-Boot-Kommandanten auf, der ein U-Boot der Sowjetmarine in den Westen entführt und so eine dramatische Hetzjagd unter Wasser eröffnet. Auch dieser Film spielte fast 200 Millionen US-Dollar ein. Ebenfalls 1990 war Connery in Das Rußland-Haus als Verleger zu sehen, der vom britischen Geheimdienst angeworben und in Russland in eine Spionageaffäre verwickelt wird. Connerys Filmpartner waren Michelle Pfeiffer und Klaus Maria Brandauer. Connery trat in diesem Film betont ungepflegt in Erscheinung („Ich sehe aus wie ein ungemachtes Bett, an dem ’ne Plastiktüte hängt.“) und erhielt überwiegend gute Kritiken für seine Darstellung des trinkfesten Verlegers.
Als weniger erfolgreich erwiesen sich die Filme Highlander II (1991), Medicine Man – Die letzten Tage von Eden (1992), in dem er einen alten Biologen spielte, der versucht, die tropischen Regenwälder zu retten, Der letzte Held von Afrika (1994) und Im Sumpf des Verbrechens (1995), in dem er als Anwalt versucht, ein Todesurteil zu verhindern. In dem internationalen Kinoerfolg Robin Hood – König der Diebe hatte Connery 1991 einen spektakulären Kurzauftritt – am Schluss des Films begegnet er in der Rolle des Richard Löwenherz dem von Kevin Costner gespielten Titelhelden. Seine Gage in Höhe von 250.000 US-Dollar für nur zwei Drehtage spendete er komplett für wohltätige Zwecke. 1992 wurde Connery von Steven Spielberg als einer der fünf besten Schauspieler der Welt betitelt. 1993 spielte er neben Wesley Snipes in dem erfolgreichen Thriller Die Wiege der Sonne, der im Milieu japanischer Geschäftsleute angesiedelt ist.
Im Jahr 1992 gründete Connery die Produktionsfirma Fountainbridge Films, mit der er mehrere Filme produzierte, darunter etwa Verlockende Falle (1999) und Forrester – Gefunden! (2000). Die Firma wurde 2002 aufgelöst.
Der historische Abenteuerfilm Der 1. Ritter (1995), in dem Connery neben Richard Gere als Lancelot in der Rolle des König Artus zu sehen ist, erhielt gemischte Kritiken und konnte die kommerziellen Erwartungen nicht erfüllen. Für den Fantasyfilm Dragonheart synchronisierte der Schauspieler die Figur des feuerspeienden Drachen Draco. Der Drache war eine vollständig computergenerierte Figur, deren Mimik an die von Connery angepasst worden war. 1996 drehte er neben Nicolas Cage den aufwendig produzierten Actionfilm The Rock, der auf der ehemaligen Gefängnisinsel Alcatraz spielt. Der 66-jährige Connery absolvierte mehrere Actionszenen und konnte mit diesem internationalen Blockbuster, der 325 Millionen US-Dollar einspielte, einen seiner größten Erfolge verbuchen. Connerys Gage war für diesen Film auf zwölf Millionen US-Dollar angestiegen.
1998 spielte Sean Connery in Mit Schirm, Charme und Melone den Superschurken Sir August de Wynter. Die aufwendig produzierte Filmadaption der populären Fernsehserie fiel jedoch bei Kritik und Publikum durch. Für seine Rolle wurde Connery außerdem für die Negativauszeichnung Goldene Himbeere als Schlechtester Nebendarsteller nominiert. Im selben Jahr war Connery für die geringe Gage von 60.000 US-Dollar auch in dem Ensemblefilm Leben und lieben in L.A. zu sehen. 1999 spielte er neben Catherine Zeta-Jones in dem romantischen Thriller Verlockende Falle einen alternden Meisterdieb, der sich in eine junge Kollegin verliebt. Der Film war an den Kinokassen zwar erfolgreich, doch bemängelten Kritiker, dass der 69-jährige Connery in der Rolle des Actionhelden und Liebhabers nicht mehr ganz glaubwürdig sei. Für diesen Film erhielt Sean Connery mit 20 Millionen US-Dollar die höchste Gage seiner Karriere.
Kritik und Publikum reagierten überwiegend positiv auf Connerys nächsten Film Forrester – Gefunden! (2000), in dem er als eremitischer Schriftsteller zu sehen ist, der sich mit einem jungen Mann anfreundet. Ursprünglich war Connery auch für die Rolle des weisen Zauberers Gandalf in der Filmreihe Der Herr der Ringe vorgesehen, die er aber aufgrund von Verständnisproblemen in Bezug auf die umfangreiche Tolkien-Welt ablehnte. Einige Jahre zuvor hatte er bereits aus ähnlichen Beweggründen die Figur des Morpheus in den nicht minder erfolgreichen Matrix-Filmen abgelehnt.
Zu Connerys letztem Film wurde Die Liga der außergewöhnlichen Gentlemen (2003), ein Actionabenteuer mit Fantasy-Elementen, in dem er in der Rolle des Abenteurers Allan Quatermain neben anderen literarischen Charakteren wie Kapitän Nemo, Dorian Gray oder Tom Sawyer zu sehen war. Mit einem Einspielergebnis von 175 Millionen US-Dollar war der Film trotz tendenziell schlechter Kritiken ein Erfolg an der Kinokasse.

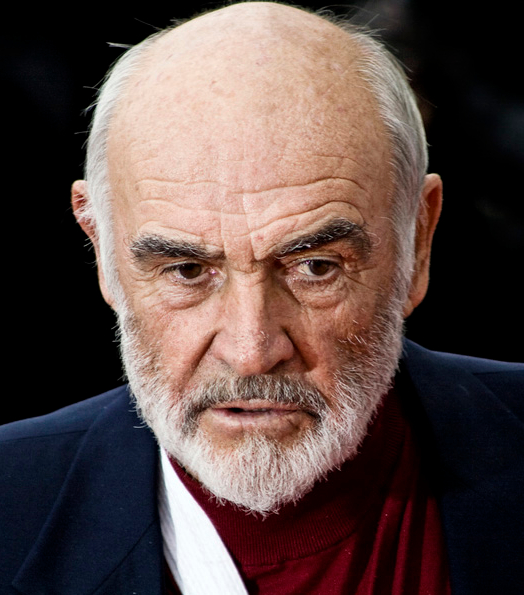
Sean Connery (2008)

2005 sprach Sean Connery für das auf dem gleichnamigen Bond-Film basierende Videospiel Liebesgrüße aus Moskau den Part des James Bond. Er wollte jedoch nicht mehr als Filmschauspieler arbeiten und zog sich 2006 in den Ruhestand zurück. 2007 lehnte er – trotz Gesprächen mit George Lucas, Harrison Ford und Steven Spielberg – eine Rolle im vierten Teil der Indiana-Jones-Reihe ab. Connery ist danach in keinem weiteren Film mehr aufgetreten. Am 25. August 2008, Connerys 78. Geburtstag, erschien seine Autobiografie Being a Scot.
Im September 2010 verkündete Harrison Ford, dass er in „Indiana Jones 5“ unbedingt eine Rückkehr von Sean Connery erleben wolle. In Indiana Jones und das Königreich des Kristallschädels, dem vierten Film der Reihe, informierte Jones die Zuschauer allerdings darüber, dass sein Vater mittlerweile verstorben sei. Connery ist jedoch sekundenlang auf einem Porträtfoto zu sehen, das auf dem Schreibtisch des Sohnes steht – dies war der letzte „Auftritt“ des Darstellers in einem Kinofilm.

### Akzent und Synchronsprecher
Connery sprach seine Rollen grundsätzlich mit einem schottischen Akzent, was von Kritikern gelegentlich als unpassend empfunden wurde – zum Beispiel, wenn Connery in Der Wind und der Löwe einen Berberfürsten oder später in Highlander einen spanischen Edelmann darstellte. In den deutschen Synchronfassungen seiner Filme tritt diese Problematik nicht auf. Ab den frühen 1960er Jahren wurde Connery nahezu ausschließlich von Gert Günther Hoffmann synchronisiert. Andere Sprecher waren Heinz Drache, Klaus Kindler, Benno Gellenbeck oder Michael Chevalier. Ab Mitte der 1990er Jahre, als Hoffmann erkrankte (er starb 1997), hatte Connery keinen festen Synchronsprecher mehr. Er wurde seither unter anderem von Klaus Kindler, Manfred Wagner, Gerhard Paul oder Klaus Sonnenschein gesprochen. Die Rolle des am Computer erschaffenen Drachen Draco im Fantasyfilm Dragonheart (1996), dem Connery im Englischen seine Stimme lieh, wurde im Deutschen von Mario Adorf gesprochen.

## Kontroversen
Aufsehen erregte Connery, als er 1965 in einem Interview für das Playboy-Magazin über die Bond-Figur die Ansicht vertrat, ein Mann habe unter Umständen (wenn nichts anderes fruchtet und die Frau vorher deutlich und mehrfach gewarnt wurde) das Recht, eine Frau zu schlagen, und diese Auffassung später, z. B. in einem Fernsehinterview mit Barbara Walters im Jahr 1987, bekräftigte. 2006 distanzierte er sich allerdings von diesen Aussagen.

## Sonstiges
Im Asterix-Band 26 Die Odyssee ist eine der Hauptfiguren, der Druide und Spion Nullnullsix, sowohl dem Schauspieler Sean Connery nachempfunden als auch eine Anspielung auf dessen Darstellung des Geheimagenten James Bond (Null-Null-Sieben).

## Filmografie (Auswahl)
- 1954: Lilacs in the Spring
- 1957: Die blinde Spinne (No Road Back)
- 1957: Duell am Steuer (Hell Drivers)
- 1957: Zwölf Sekunden bis zur Ewigkeit (Time Lock)
- 1957: Operation Tiger (Action of the Tiger)
- 1958: Herz ohne Hoffnung (Another Time, Another Place)
- 1959: Das Geheimnis der verwunschenen Höhle (Darby O’Gill and the Little People)
- 1959: Tarzans größtes Abenteuer (Tarzan’s Greatest Adventure)
- 1959: Hexenjagd (The Crucible)
- 1961: Anna Karenina
- 1961: Die Peitsche (The Frightened City)
- 1961: Das Schlitzohr (On the Fiddle)
- 1962: Der längste Tag (The Longest Day)
- 1962: James Bond – 007 jagt Dr. No (Dr. No)
- 1963: James Bond 007 – Liebesgrüße aus Moskau (From Russia With Love)
- 1964: Die Strohpuppe (Woman Of Straw)
- 1964: Marnie
- 1964: James Bond 007 – Goldfinger (Goldfinger)
- 1965: James Bond 007 – Feuerball (Thunderball)
- 1965: Ein Haufen toller Hunde (The Hill)
- 1966: Simson ist nicht zu schlagen (A Fine Madness)
- 1967: James Bond 007 – Man lebt nur zweimal (You Only Live Twice)
- 1968: Shalako
- 1969: Das rote Zelt (The Red Tent)
- 1970: Verflucht bis zum jüngsten Tag (The Molly Maguires)
- 1971: Der Anderson-Clan (The Anderson Tapes)
- 1971: James Bond 007 – Diamantenfieber (Diamonds Are Forever)
- 1973: Sein Leben in meiner Gewalt (The Offence)
- 1974: Zardoz
- 1974: Mord im Orient-Expreß (Murder on the Orient Express)
- 1974: Die Uhr läuft ab (Ransom)
- 1975: Der Wind und der Löwe (The Wind and the Lion)
- 1975: Der Mann, der König sein wollte (The Man Who Would Be King)
- 1976: Robin und Marian (Robin and Marian)
- 1976: Öl (The Next Man)
- 1977: Die Brücke von Arnheim (A Bridge Too Far)
- 1979: Der große Eisenbahnraub (The First Great Train Robbery)
- 1979: Meteor
- 1979: Explosion in Cuba (Cuba)
- 1981: Outland – Planet der Verdammten (Outland)
- 1981: Time Bandits
- 1982: Am Rande des Abgrunds (Five Days One Summer)
- 1982: Flammen am Horizont (Wrong is Right)
- 1983: Sag niemals nie (Never Say Never Again)
- 1984: Camelot – Der Fluch des goldenen Schwertes (The Sword of the Valiant)
- 1986: Highlander – Es kann nur einen geben (Highlander)
- 1986: Der Name der Rose (The Name of the Rose)
- 1987: Die Unbestechlichen (The Untouchables)
- 1988: Presidio (The Presidio)
- 1989: Indiana Jones und der letzte Kreuzzug (Indiana Jones and the Last Crusade)
- 1989: Family Business
- 1990: Jagd auf Roter Oktober (The Hunt for Red October)
- 1990: Das Rußland-Haus (The Russia House)
- 1991: Highlander II – Die Rückkehr (Highlander II: The Quickening)
- 1991: Robin Hood – König der Diebe (Robin Hood: Prince of Thieves)
- 1992: Medicine Man – Die letzten Tage von Eden (Medicine Man)
- 1993: Die Wiege der Sonne (Rising Sun)
- 1994: A Good Man in Africa
- 1995: Der 1. Ritter (First Knight)
- 1995: Im Sumpf des Verbrechens (Just Cause)
- 1996: Dragonheart (Stimme)
- 1996: The Rock – Fels der Entscheidung (The Rock)
- 1998: Mit Schirm, Charme und Melone (The Avengers)
- 1998: Leben und lieben in L.A. (Playing by Heart)
- 1999: Verlockende Falle (Entrapment)
- 2000: Forrester – Gefunden! (Finding Forrester)
- 2003: Freedom: A History of Us (Fernsehserie)
- 2003: Die Liga der außergewöhnlichen Gentlemen (The League of Extraordinary Gentlemen)
- 2012: Sir Billi (Stimme)

Videospiele
- 2005: Liebesgrüße aus Moskau (From Russia with Love, Stimme von James Bond)

## Auszeichnungen

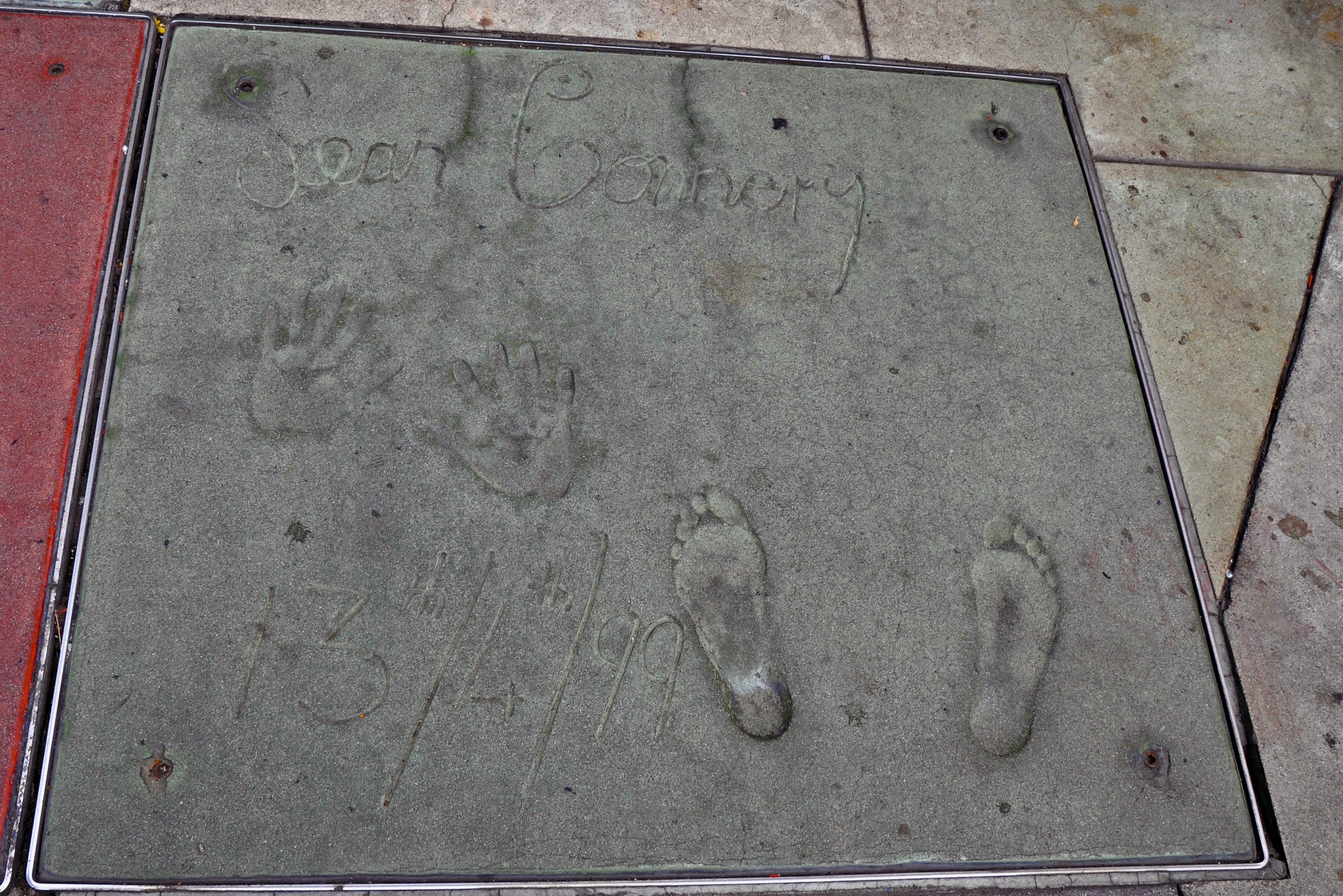
Connerys Hand- und Fußabdrücke vor Grauman’s Chinese Theatre in Los Angeles

- 1964/1965/1966: Laurel Awards als „Top Male New Face“ und in der Kategorie „Action Performance“ für Goldfinger und Feuerball
- 1966/1967: Bravo Otto
- 1972: Golden Globe Award als „World Film Favorite“ zusammen mit Charles Bronson
- 1982: ShoWest Award als „Worldwide Star of the Year“ (Special Award)
- 1985: Bambi
- 1986: Jupiter als bester Darsteller International für Der Name der Rose
- 1987: Oscar als bester Nebendarsteller für The Untouchables – Die Unbestechlichen
- 1987: Golden Globe als bester Nebendarsteller für The Untouchables – Die Unbestechlichen
- 1987: Deutscher Filmpreis als bester Hauptdarsteller für Der Name der Rose
- 1987: National Board of Review Award (NBR Award) als bester Nebendarsteller für The Untouchables – Die Unbestechlichen
- 1987: KCFCC Award als bester Nebendarsteller für The Untouchables – Die Unbestechlichen
- 1987: Komtur des Ordre des Arts et des Lettres
- 1988: British Academy Film Award als bester Hauptdarsteller für Der Name der Rose
- 1989: Sexiest Man Alive
- 1989: Jupiter als bester Darsteller International für Indiana Jones und der letzte Kreuzzug
- 1991: Légion d’Honneur, Frankreich
- 1995: Saturn Award für sein Lebenswerk
- 1996: Golden Globe (Cecil B. DeMille Award) für sein Lebenswerk
- 1997: MTV Movie Award zusammen mit Nicolas Cage als „Best On-Screen Duo“ für The Rock
- 1997: Blockbuster Entertainment Awards als bester Nebendarsteller für The Rock
- 1998: Ehrenpreis der British Academy of Film and Television Arts (BAFTA)
- 1999: Hand- und Fußabdrücke in Zement vor Grauman’s Chinese Theatre in Los Angeles
- 1999: Europäischer Filmpreis als bester europäischer Schauspieler für Verlockende Falle
- 1999: ShoWest Award für sein Lebenswerk
- 2000: Adelung als Knight Bachelor („Sir“)
- 2001: Benennung eines Asteroiden des inneren Hauptgürtels nach ihm: (13070) Seanconnery
- 2005: Europäischer Filmpreis für das Lebenswerk
- 2006: AFI Life Achievement Award für das Lebenswerk

## Dokumentation
- Sean Connery vs. James Bond 007 oder: die Rolle seines Lebens. Regie: Gregory Monro, ARTE F, Frankreich, 54 Minuten, 2021